# Fritz König
Pour les articles homonymes, voir König.
Fritz König (né le 30 mai 1866 à Hanau, mort le 16 août 1952 à Wurtzbourg) est un chirurgien allemand, pionnier de l'ostéosynthèse et de la neurochirurgie.

## Biographie
Fils du chirurgien Franz König (de), il passe son enfance dans le Mecklembourg après la nomination de son père à l'université de Rostock en 1869. Il le suit aussi lorsque son parent intègre l'université de Göttingen en 1875. Après avoir obtenu son abitur, il est étudiant en médecine à Marbourg, à Leipzig et à Göttingen où il obtient un doctorat. Il devient membre du Corps Teutonia zu Marburg (de) (1885) et du Corps Lusatia Leipzig (de) (1886)
À Göttingen, il travaille ensuite pendant deux ans à l'Institut de pathologie Johannes Orth (de). Il devient l'assistant de Ernst von Bergmann et habilité en chirurgie en 1898. L'année suivante, il épouse la sœur de son ancien camarade Erich Lexer (de), la fille de l'universitaire Matthias von Lexer (de). Il succède comme professeur à Fedor Krause (de), le directeur du service de chirurgie de l'hôpital à Altona. En 1910, il est nommé à l'université de Greifswald puis l'année suivante à Marbourg.
Pendant la Première Guerre mondiale, il sert comme officier médical en chef de réserve. En 1918, il participe à l'établissement de l'hôpital universitaire de Wurtzbourg.

## Importance
Fritz König est un pionnier de l'ostéosynthèse en Allemagne. Il recherche les indications des fractures osseuses pour les chirurgiens. Les antibiotiques n'existent pas encore et bien souvent on méconnait une fracture ouverte enfermée dans les parties molles du membre, ce qui entraîne l'infection et l'amputation. Il applique les leçons de Ernst von Bergmann, pionnier de l'asepsie.
Un autre domaine important est le cancer, pour lequel il développe des théories et des améliorations techniques.
Il est aussi un pionnier de la neurochirurgie. Il crée le premier service indépendant en Allemagne en 1934 et travaille avec Wilhelm Tönnis (de).

## Œuvres (sélection)
- Umführungszange für den Draht oder die Giglisäge bei Knochenoperationen, Zentralblatt für Chirurgie 40 (1913) 861–862
- Die blutige Reposition (Osteosynthese) bei frischen sukutanen Knochenbrüchen, Ergebnisse der Chirurgie und Orthopädie 8 (1914) 157–206
- Das staatliche Luitpoldkrankenhaus zu Würzburg. Die ersten fünf Jahre des Vollbetriebes, Berlin 1928
- Grundfragen der Osteosynthese, Chirurg 1 (1928/29) 97–99
- Knochenschublehre zur Messung der Knochendicke für die Anlegung von Knochenverschraubungen bei der Osteosynthese, Chirurg 2 (1930) 591
- Operative Chirurgie der Knochenbrüche, I: Operationen am frischen und verschleppten Knochenbruch, Berlin 1931
- Krebsproblem und praktische Chirurgie, Stuttgart 1935 (2. Aufl. 1942)
- Erinnerungen, Erlebnisse, Beobachtungen und Gedanken eines Arztes, Chirurgen und Menschen (geschrieben 1947–1952, Würzburg: hrsg. von Frau F. König in ca. 100 Exemplaren, 269 S.)
- F. König, G. Magnus (Hrsg.): Handbuch der gesamten Unfallheilkunde, I–IV, Stuttgart 1932–1934